# Austin A99
Der Austin A99 war eine viertürige Limousine der oberen Mittelklasse, die 1959 von der Austin Motor Cie. als Nachfolger des Austin A95 herausgebracht wurde. Gleichzeitig wurde auch der Wolseley 6/99 mit gleicher Karosserie, aber einem etwas stärkeren Motor (117 bhp / 86 kW) hergestellt.
Der Sechszylindermotor wurde gegenüber dem des Vorgängers leistungsgesteigert und hatte 2912 cm³ Hubraum und 112 bhp (82 kW). Er trieb die Hinterräder an und brachte den Wagen auf bis zu 161 km/h. Die Karosserie war von Pininfarina in der damals modernen Trapezlinie gestaltet.
1961 wurde das Modell A99 vom Austin A110 abgelöst.